# Hess River
Der Hess River ist ein linker Nebenfluss des Stewart River im kanadischen Yukon-Territorium.
Der Hess River entsteht im Selwyn Valley im Grenzbereich zwischen Backbone Ranges und Selwyn Mountains durch den Zusammenfluss mehrerer Quellbäche. Er durchfließt anfangs das Selwyn Valley in südsüdöstlicher Richtung. Er wendet sich dann nach Westen und fließt nördlich am Gebirgsmassiv des Keele Peak vorbei. Er behält seine überwiegend westliche Richtung bei. Ein Großteil des Einzugsgebietes des Hess River umfasst die Hess Mountains, ein Teilgebirge der Selwyn Mountains. Im Süden grenzt das Einzugsgebiet des Hess River an das des Macmillan River. Der Hess River wendet sich kurz vor seiner Mündung in den Stewart River scharf nach Nordnordost. Die wichtigsten Nebenflüsse des Hess River sind Rogue River und Pleasant Creek, beide von rechts.
Ein Startpunkt für 2- bis 3-wöchige Kanutouren auf dem Hess River ist Keele Lake an der Nordflanke des Keele Peak. Alternativ kann die Tour auch am „Porter Lake“ gestartet werden.